# Losenrade
Losenrade este o comună din landul Saxonia-Anhalt, Germania.